# Itacoatiara
Itacoatiara – miasto i gmina w Brazylii, w stanie Amazonas. Znajduje się w mezoregionie Centro Amazonense i mikroregionie Itacoatiara. Siedziba rzymskokatolickiej prałatury terytorialnej Itacoatiary.